# Lex imperfecta
Von einer Lex imperfecta (lateinisch „unvollständiges Gesetz“) wird gesprochen, wenn ein gesetzlicher Tatbestand im Sinne des Wenn-Dann-Schemas (ausnahmsweise) keine Rechtsfolge vorsieht. Sofern es sich nicht um ein redaktionelles Versehen des Gesetzgebers handelt, kommen Tatbestände ohne Rechtsfolge etwa bei Vorkehrungen in sanktionsfreien Ordnungsvorschriften vor.
Im römischen Recht ist eine Textstelle bei Ulpian erhalten, die Bezug auf die Systematik gesetzlicher Regelungen nimmt. Er dreiteilt die Charakteristik und unterscheidet in leges perfectae, welche anordnen, dass gesetzeswidrige Rechtsakte nichtig sind, leges minus quam perfectae, bei denen der gesetzeswidrige Rechtsakt zwar gültig bleibt, aber strafsanktioniert ist, und leges imperfectae, die keine dieser Folgen auslösen. Einzelheiten zum Strafandrohungspotential sind in der Forschung allerdings umstritten, da Ulpians Textstelle die einzige ist, die zu diesem Themenblock überliefert ist. Als frühes Beispiel für eine lex imperfecta, wird die lex Cincia – ein Plebiszit aus Zeiten der mittleren Republik – beurteilt. Darin enthaltene Anordnungen wollen übertrieben ausgelebtem Luxus Einhalt gebieten, lassen allerdings offen, welche Rechtsfolgen bei Verstößen zu erwarten waren. Auch die ersten Repetundengesetze, die in den römischen Provinzen Anwendung fanden, werden teils dieser Fallgruppe zugeordnet. Deutlich später, nämlich erst in der frühen Kaiserzeit, traten Senatskonsulte mit ihren Verbotsanordnungen hinzu, so das SC Velleianum oder das SC Macedonianum. Auch die in den Konsulten gemaßregelten Geschäfte waren nicht per se unwirksam.
Ein Beispiel neuerer Zeit war etwa das österreichische Tabakgesetz, das bis 2009 zwar ein Rauchverbot in öffentlichen Gebäuden vorsah, daran jedoch keinerlei Sanktionen knüpfte. Ein aktuelles Beispiel ist die Autobahn-Richtgeschwindigkeits-Verordnung in Deutschland. Ein kompliziertes Beispiel ist die Regelung zur Abtreibung im deutschen oder österreichischen Strafgesetzbuch, die unter bestimmten Umständen rechtswidrig, aber nicht strafbewehrt ist.
Ein weiteres Beispiel ist die Allgemeine Erklärung der Menschenrechte (AEMR), Universal Declaration of Human Rights der UNO. Auch wenn universelle Menschenrechte tituliert sind, so bleibt die AEMR eine lediglich unverbindliche Empfehlung der UNO, welche nicht justiziabel ist, also nicht einklagbar. Dem steht nicht entgegen, dass in Art. 6 AEMR das Recht auf Rechtsfähigkeit explizit aufgeführt ist.
Es sind nur diejenigen Bestimmungen der AEMR indirekt einklagbar, welche in verbindlichen völkerrechtlichen Verträgen, so beispielsweise dem Zivilpakt (BPR) oder dem Sozialpakt (WSKR) übernommen worden sind.

## Sonstiges
- Latein im Recht